# Bobrovček
Bobrovček é um município da Eslováquia, situado no distrito de Liptovský Mikuláš, na região de Žilina. Tem 3,43 km² de área e sua população em 2018 foi estimada em 176 habitantes.

## Demografia
| Ano:        | 1994 | 2004    | 2014 | 2024    |
| ----------- | ---- | ------- | ---- | ------- |
| Broj ljudi: | 232  | 200     | 176  | 158     |
| Razlika:    |      | -13,79% | -12% | -10,22% |

| Ano:               | 2023 | 2024   |
| ------------------ | ---- | ------ |
| Número de pessoas: | 165  | 158    |
| Diferença:         |      | -4,24% |